# Nishor
Nishor (serbiska: Нишор, Nišor) är ett samhälle i Kosovo. Det ligger i den sydvästra delen av landet, 40 km sydväst om huvudstaden Priština. Nishor ligger 624 meter över havet och antalet invånare är 1 154.
Terrängen runt Nishor är huvudsakligen kuperad, men åt nordväst är den platt. Runt Nishor är det ganska tätbefolkat, med 222 invånare per kvadratkilometer. Närmaste större samhälle är Suva Reka, 7,5 km söder om Nishor. Trakten runt Nishor består till största delen av jordbruksmark.